# Feria Internacional de San Sebastián
Feria Internacional de San Sebastián es un conjunto de eventos de júbilo que se celebran en San Cristóbal estado Táchira durante la segunda semana de enero en honor al santo patrono de la ciudad, San Sebastián.
Considerada una de las fiestas patronales de más tradición en Venezuela, tiene gran arraigo en la población de la ciudad.

## Historia
Originalmente estas fiestas de San Sebastián se celebran en Venezuela por el estado mayor del gobierno eran parte de las celebraciones del patrono durante el día 20 de enero y consistían solo en algunos actos festivos musicales y de entretenimiento que se realizaban en la Plaza Mayor de la ciudad luego de la misa conmemorativa que se realizaba en la Catedral. Estas fiestas se remontan a la época de la colonia, y contaba; sobre todo, con la participación de la feligresía de la Villa de San Cristóbal y sus alrededores. Durante el auge de la producción cafetalera en el siglo XIX y comienzos de siglo XX, la ciudad abre sus puertas a eventos de carácter comercial en la que se exhibían y comercializaban productos del resto de Venezuela y la vecina República de Colombia. Desde finales del siglo XIX se comienzan a efectuar corridas de toros durante los días festivos lo cual atrajo a mayor número de visitantes a la ciudad. En 1965 las Ferias y Fiestas de San Sebastián comienzan a llamarse Feria Internacional de San Sebastián (FISS), con la inauguración de la Plaza Monumental de Pueblo Nuevo en 1967 y los complejos comerciales conocidos como Pabellones Colombia y Venezuela. Desde 1966 se efectúa la elección de la Reina de Feria, evento que reúne a gran cantidad de personas en los distintos escenarios donde se ha realizado.4444

## Feria taurina
Desde muy temprano las Ferias de San Sebastián se ligaron a eventos taurinos, sin embargo, luego de la inauguración de la Plaza Monumental y con la llegada de grandes figuras del mundo de los toros, estos eventos alcanzaron mayor relevancia en el marco de la Feria. A los triunfadores de la feria taurina se les entrega tradicionalmente el San Sebastián de Oro, habiéndolo obtenido excelentes figuras como César Rincón, Dámaso González, Enrique Ponce y Eloy Cavazos entre otros grandes de la tauromaquia. Han contado también la FISS con la participación de figuras tales como; Antonio Chenel “Antoñete”, José Mari Manzanares, Manuel Benítez “El Cordobés”, los hermanos César y Curro Girón, "Tinin",Palomo Linares,Diego Puerta, Damaso González,Francisco Rivera “Paquirri”, El Niño de la Capea, Raúl Aranda, Antonio José Galán, Eloy Cavazos,Manolo Martínez, Maravilla, Jesús Colombo,Curro Zambrano,Josélito Balza,entre otros. Es memorable la famosa tarde del 22 de enero de 1982 en la que se indultaron tres toros de la ganadería española de Torrestrella de Domeq, en la que alternaban los matadores de toros Morenito de Maracay (venezolano), Tomás Campuzano (español) y El Niño de la Capea (español).
También han llegado espectáculos cómicos taurinos qué también han sido de importancia nacionales como Doña Conga, Fulichan, los locos del ruedo y los espectáculos internacionales como el bombero torero, Toronto y sus monos toreros, superlandia internacional, la vecindad del chavo entre otros. 
La Feria Internacional de San Sebastián es una de las más importantes ferias patronales que existen en Venezuela. La elección de la reina es uno de los eventos emblemáticos de la temporada llamado también Super concierto de San Sebastián, la feria ganadera, las corridas, y la vuelta al Táchira dan el punto de equilibrio, también sus invitados y destacados intérpretes musicales nacionales e internacionales de los más diversos géneros, garantizan una vez más la categoría que desde hace años es un constante de dicho espectáculo, al igual que la importante programación taurina, que en cierta medida marcan el pulso neto de la celebración.
De igual forma una costumbre singular, es la de darle la "serenata" a San Sebastián. Esto se realiza, una vez que se lleva a cabo la procesión del santo y el retorno de la imagen a la catedral de la ciudad, cerrando con una "serenata" dicho retorno. Diversos ensambles musicales llevan a cabo el honor de tocarle al patrono de los tachirenses, con la participación de bandas y orquestas que ofrecen su espectáculo en las inmediaciones de la iglesia a los muchos feligreses que asisten a la tradicional ceremonia.
En sí la feria es indudablemente una experiencia única, con una variedad inmensa de posibilidades para el entretenimiento, que invitan al disfrute y celebración en conjunto con las manifestaciones artísticas, culturales y musicales propias del estado.
El Súper Concierto de San Sebastián y el Gran desfile de feria son los eventos de carácter popular más grandes del ferial, las corridas de toros y la Vuelta al Táchira en Bicicleta son otros eventos que forman parte del gusta de los tachirenses y venezolanos que asisten a la feria.
La Feria Internacional DE San Sebastián se convierte en el mes de enero en el destino turístico más apetecido por los viajeros de Venezuela y muchas partes del mundo.
Es reconocida a nivel mundial por la calidad y carisma de los sancristobalenses quienes abren sus puertas para recibir a propios y extraños con los brazos abiertos y hacer gala de la “Cordialidad” que los caracteriza

## Eventos
- Exposiciones Comerciales e Industriales. (Pabellones Venezuela y Colombia con la visita de expositores de varios países)
- Exposición, concurso canino y adopción de mascotas.
- Exposición Ganadera. (ASOGATA)
- Cabalgata de Feria.
- Festival Internacional del Rock.
- Festival de La Voz del Llano.
- Festival de Música Campesina.
- Campeonato Nacional de Coleo.
- Bailes y espectáculos en clubes, hotéles y casetas.
- Temporada taurina.
- Bando de la Feria.
- Peregrinación del Patrono
- Romería y Serenata al Patrono (Catedral de la Ciudad)
- Festival de Bandas Show
- Festival Hispano de la Danza.
- Festival de la Belleza Internacional.
- Exposición Nacional de Orquídeas
- Elección y Coronación de la Reina FISS.
- Eventos religiosos.
- Exhibición anual de historietas (de trayectoria nacional e internacional).
- Desfile de la Feria.
- Vuelta al Táchira en Bicicleta (También recorre algunas ciudades de Venezuela, es la principal competencia de Ciclismo en Venezuela y considerada durante muchos años como una de las mejores vueltas en bicicleta de América y el mundo, en la que participan equipos nacionales y extranjeros).
- Etapa Circuito en las Avenidas España y 19 de Abril de la Vuelta al Táchira y etapa final entre otras.
- Campeonato de Carruchas.
- Desfile de Carros Antiguos (Paseo de Las Reinas por la 5.ª y 7.ª avenida)
- Mini Feria de Los Niños
- Mini Feria de la Juventud Prolongada
- Feria de la Cultura y del Reciclaje.
- Feria Artesana
- Concurso Del Leñador (Corredor Ecoturístico Chorro El Indio)
- Media Maratón de San Sebastián
- Torneo Internacional de Ajedrez "Feria de San Sebastian"